# Ride My See-Saw
"Ride My See-Saw" is een nummer van de Britse band The Moody Blues. Het nummer verscheen op hun album In Search of the Lost Chord uit 1968. Op 12 oktober van dat jaar werd het nummer uitgebracht als de tweede en laatste single van het album.

## Achtergrond
"Ride My See-Saw" is geschreven door basgitarist John Lodge en geproduceerd door Tony Clarke. Het nummer wordt gezongen door Lodge, Ray Thomas, Justin Hayward en Mike Pinder. "Voices in the Sky", de voorgaande single, stond in de Verenigde Staten op de B-kant van deze single, terwijl in het Verenigd Koninkrijk de B-kant werd opgevuld met "A Simple Game". Het nummer bereikte plaats 42 in de Britse hitlijsten, terwijl in de Amerikaanse Billboard Hot 100 plaats 61 werd gehaald. In Canada kwam het tot plaats 33. Het behaalde het grootste succes in Nederland, waar het respectievelijk de zestiende en de twaalfde plaats in de Top 40 en de Parool Top 20 behaalde.
Een curieuze versie van het nummer is terug te vinden tijdens een uitzending van de Tom Jones Show uit 1968. Het nummer wordt dan voorafgegaan door het gedicht Departure dat het nummer ook voorafgaat op de elpee, maar zelden werd uitgevoerd tijdens concerten. Het nummer werd na release vrijwel tijdens alle tournees van de Moody Blues uitgevoerd. Wanneer Lodge in 2016/2017 een eigen tournee houdt, werd ook dit nummer weer opgenomen in de setlist en vastgelegd via Live from Birmingham – The 10.000 light years tour.

## Hitnoteringen

### Nederlandse Top 40
| Hitnotering: 16-11-1968 t/m 28-12-1968 | Hitnotering: 16-11-1968 t/m 28-12-1968 | Hitnotering: 16-11-1968 t/m 28-12-1968 | Hitnotering: 16-11-1968 t/m 28-12-1968 | Hitnotering: 16-11-1968 t/m 28-12-1968 | Hitnotering: 16-11-1968 t/m 28-12-1968 | Hitnotering: 16-11-1968 t/m 28-12-1968 | Hitnotering: 16-11-1968 t/m 28-12-1968 | Hitnotering: 16-11-1968 t/m 28-12-1968 |
| Week                                   | 1                                      | 2                                      | 3                                      | 4                                      | 5                                      | 6                                      | 7                                      |                                        |
| -------------------------------------- | -------------------------------------- | -------------------------------------- | -------------------------------------- | -------------------------------------- | -------------------------------------- | -------------------------------------- | -------------------------------------- | -------------------------------------- |
| Positie                                | 38                                     | 24                                     | 18                                     | 16                                     | 21                                     | 25                                     | 28                                     | uit                                    |

### Parool Top 20
| Hitnotering: 30-11-1968 t/m 14-12-1968 | Hitnotering: 30-11-1968 t/m 14-12-1968 | Hitnotering: 30-11-1968 t/m 14-12-1968 | Hitnotering: 30-11-1968 t/m 14-12-1968 | Hitnotering: 30-11-1968 t/m 14-12-1968 |
| Week                                   | 1                                      | 2                                      | 3                                      |                                        |
| -------------------------------------- | -------------------------------------- | -------------------------------------- | -------------------------------------- | -------------------------------------- |
| Positie                                | 17                                     | 12                                     | 13                                     | uit                                    |

### NPO Radio 2 Top 2000
| Nummer met noteringen in de NPO Radio 2 Top 2000 | '00  | '01  | '02  | '03 | '04  | '05  | '06  | '07 | '08  | '09-'12 | '13  | '14  |
| ------------------------------------------------ | ---- | ---- | ---- | --- | ---- | ---- | ---- | --- | ---- | ------- | ---- | ---- |
| Ride My See-Saw                                  | 1465 | 1389 | 1762 | -   | 1732 | 1888 | 1956 | -   | 1995 | -       | 1767 | 1880 |

1. ↑  Een '-' betekent dat het nummer niet was genoteerd en een vetgedrukt getal geeft de hoogste notering aan.
2. ↑  2000 was het eerste jaar met een notering voor dit nummer.
3. ↑  Deze tabel is bijgewerkt tot en met de laatste editie (2024).